# Aysheaia
Aysheaia var ett släkte av maskar med ben som levde för cirka 500 miljoner år sedan. De liknar moderna klomaskar men levde på havsbotten och var troligen förfäder till både klomaskar och leddjur. De påträffas ofta som fossil tillsammans med svampdjur och levde troligen av dessa.